# 40:04
40:04 es el quinto álbum del grupo Efecto Mariposa, publicado en España el 9 de junio de 2009. El nombre hace referencia a la duración del propio disco, compuesto por diez canciones donde se mantiene el característico sonido de la banda. El disco entró en el puesto 25 de los cien álbumes más vendidos de España, la segunda mejor posición alcanzada en toda la trayectoria del grupo malagueño. El primer sencillo elegido para promocionar este quinto trabajo fue «Por quererte», una balada que logró sonar con frecuencia en las radios españolas (alcanzando, incluso, el número 1 de Los 40 Principales en octubre de 2009). Le siguieron «Diez minutos» y «Querencia». Un año después de su lanzamiento se publica una edición especial de 40:04, en la que se incluye un DVD con seis temas en directo pertenecientes a la actuación de Efecto Mariposa en el Primavera Pop 2010, así como los vídeos oficiales de los dos primeros sencillos del álbum.

## Lista de canciones
| N.º | Título         | Duración |  |
| 1.  | «Por quererte» | 4:14     |  |
| 2.  | «Amante»       | 4:05     |  |
| 3.  | «Diez minutos» | 4:16     |  |
| 4.  | «Querencia»    | 3:57     |  |
| 5.  | «1994»         | 3:41     |  |
| 6.  | «Melancolía»   | 4:36     |  |
| 7.  | «No puedo»     | 4:14     |  |
| 8.  | «Calamidad»    | 3:24     |  |
| 9.  | «Indiferente»  | 3:31     |  |
| 10. | «Camino»       | 3:57     |  |

## Posiciones y certificaciones

### Semanales
| País   | Ranking         | Primera semana | Posición de ingreso | Mejor posición | Semanas en la mejor posición | Semanas en el ranking | Última semana |
| ------ | --------------- | -------------- | ------------------- | -------------- | ---------------------------- | --------------------- | ------------- |
| Europa |                 |                |                     |                |                              |                       |               |
| España | Top 100 álbumes | -              | -                   | -              | -                            | -                     | -             |

### Copias y certificaciones
| País   | Proveedor  | Año | Certificación | Copias certificadas (según IFPI) |
| Europa |            |     |               |                                  |
| España | Promusicae | -   | -             | -                                |